# Lijst van wijnen
Dit is een lijst van wijnsoorten.

## Algemeen
- rode wijn
- witte wijn
- rosé
- oranje wijn
- zoete wijn
  - eiswein
  - samos
  - sauternes (Frankrijk)
  - tokaji asszú
  - vin santo
- mousserende wijn
  - cava
  - champagne
  - lambrusco
  - sekt
  - pezsgő

## Afwijkende wijnsoorten
- harswijn oftewel retsina (Griekenland)
- rijstwijn oftewel sake (Japan)
- honingwijn oftewel mede (oudheid)

## Met wijnalcohol versterkte wijnen
- banyuls
- madeira
- port
- sherry
- vermout

## Duurste wijnen van de wereld
Frankrijk (Bordeaux)
- Château Mouton-Rothschild
- Château Latour
- Château Lafite Rothschild
- Château Haut-Brion
- Château Margaux
- Château d'Yquem
- Pétrus (wijn)
- Château le Pin

Frankrijk (Bourgogne)
- La Romanée-Conti
- La Tâche
- Richebourg
- Romanée-St-Vivant
- Grands Echézeaux
- Echézeaux
- Le Montrachet

Spanje (Ribera del Duero)
- Vega Sicilia

Italië (Bolgheri)
- Sassicaia